# Iwan Pietrow (1914–1985)
Iwan Michajłowicz Pietrow (ros. Иван Михайлович Петров, ur. 15 października 1914 we wsi Wierchowje w guberni ołonieckiej, zm. 20 marca 1985 w Pietrozawodsku) – radziecki działacz partyjny.

## Życiorys
W 1935 skończył technikum rolnicze w Pietrozawodsku, 1935-1939 pracował jako meliorator Ludowego Komisariatu Rolnictwa Karelskiej ASRR, 1939-1940 sekretarz ołonieckiego rejonowego komitetu Komsomołu, a 1940-1944 sekretarz KC Komsomołu Karelo-Fińskiej SRR. Od 1940 należał do WKP(b), 1944-1946 był sekretarzem Prezydium Rady Najwyższej Karelo-Fińskiej SRR, 1946-1949 studiował w Wyższej Szkole Partyjnej przy KC WKP(b), a 1949-1950 był zarządzającym sprawami Rady Ministrów Karelo-Fińskiej SRR. Od 1950 do sierpnia 1952 był ministrem sowchozów Karelo-Fińskiej SRR, od sierpnia 1952 do 14 stycznia 1956 II sekretarzem KC Komunistycznej Partii Karelo-Fińskiej SRR, potem zastępcą przewodniczącego Prezydium Rady Najwyższej Karelskiej SRR. Od 1956 do maja 1959 był ministrem kultury Karelskiej ASRR, a od maja 1959 do 1983 dyrektorem Państwowej Biblioteki Publicznej Karelskiej ASRR, następnie przeszedł na emeryturę. W 1981 został odznaczony Orderem Przyjaźni Narodów.